# Miroslav Kostelka
Miroslav Kostelka, né le 31 janvier 1951 à Franzensbad, est un diplomate et homme politique tchèque.

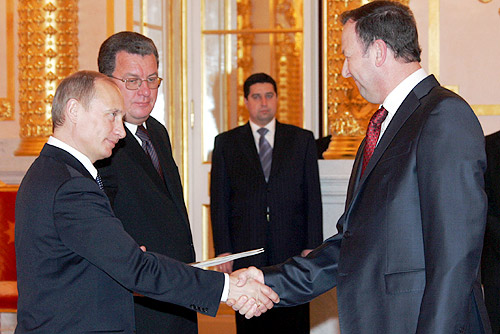
Miroslav Kostelka reçu au Kremlin par Vladimir Poutine en février 2006.